# Bjørn Alexander Brem
Bjørn Alexander Brem (Oslo, 23 de noviembre de 1974), también conocido por su nombre artístico Gothminister, es un músico noruego de los géneros de metal gótico y metal industrial. Es más conocido como el líder y fundador de la banda Gothminister.

## Biografía
Brem creció en Oslo, y desde niño estaba particularmente interesado en los dibujos animados, así que empezó a dibujar de forma activa desde la edad de ocho años. Se inspiró en las películas de terror y superhéroes, siendo Batman su personaje favorito.
En su adolescencia, empezó a escuchar en mayor medida música metal, pero también algo de música industrial y electrónica. Durante esa época integró varias bandas, siendo las más famosas Conceptor y Disco Judas, una agrupación con la que se mantuvo en actividad hasta finales de la década de los 90s y con la que grabó dos álbumes de estudio.
Su creación más reconocida es la banda Gothminister, fundada en 1999. Gothminister fue creada en un concepto de música gótica con todos los elementos siniestros que la definen, dado el interés de Brems por el tema y por la influencia que tuvo en él la miniserie de Batman Gotham Nights (1992) . El nombre salió de ese entorno, en el sentido de que lo gótico neciesita un jefe o un ministro, Gothminister o sea "Minister of Goth" (Ministro de lo gótico).
Adicionalemnte, Brem ha producido y protagonizado dos dramas - documentales, siempre relacionados con la subcultura gótica, su estilo de vida y su música, llamados Interview with a Goth (2010) y Utopia (2013), este último íntimamente relacionado con su álbum conceptual homónimo, lanzado ese mismo año. 
Brem tiene una formación de abogado; sus especialidades jurídicas son contratos de artistas, derechos de autor, marcas comerciales y litigios.

## Discografía

### Con Conceptor
- No Sign - 1992

### Con Disco Judas
- Promocd - 1998
- Reservoir - 1999

### Con Gothminister
- Angel Demo (Demo EP) - 2001
- Gothic Electronic Anthems - 2003
- Empire of Dark Salvation - 2005
- Happiness in Darkness - 2008
- Anima Inferna - 2011
- Utopia - (#85 Noruega, #96 Alemania) - 2013
- The Other Side - 2017

## Filmografía
- Interview with a Goth - 2010
- Uropia - 2013